# Московский проезд (Балашиха)
Московский проезд — улица (проезд) в микрорайоне Балашиха-3 города Балашиха Московской области.

## Описание
Московский проезд расположен в микрорайоне Балашиха-3, в северной части его жилой застройки.
Начинается на регулируемом Т-образном перекрёстке с улицей 40 лет Октября, которая разграничивает территорию завода «Криогенмаш» (западная сторона) с жилой застройкой (восточная сторона). Проезд отходит от неё в восточном направлении, причём начальный отрезок проезда до следующего пересечения с Комсомольской улицей расположен под острым углом к сетке кварталов. После перекрёстка проезд несколько отклоняется к северу и далее соответствует прямоугольной квартальной планировке. Южнее проходит параллельный ему небольшой Заводской проезд.
Затем Московский проезд пересекает главную композиционную ось жилого микрорайона — Октябрьскую улицу, примыкающую к нему с юга. На северной стороне перекрёстка расположен сквер перед Дворцом культуры «Балашиха» (ранее — ДК «Машиностроитель»), ограниченный безымянными проездами.
Следующее пересечение проезда — с Пушкинской улицей, за которым с севера начинается ограда стадиона «Криогенмаш», главный вход на который находится на северо-восточном углу перекрёстка.
Московский проезд заканчивается перед входом в лесной массив Озёрного лесопарка. Его продолжение на восток в виде пешеходной дорожки приводит к озеру Юшино, поворот на север вдоль ограды стадиона выводит к зоне отдыха у озера Бабошкино. Дальнейший проезд автотранспорта возможен по примыкающей с юга Восточной улице, которая выходит на площадь (конец проспекта Ленина и улицы Чехова) с разворотным кругом автобусных маршрутов, следующих до Балашихи-1, Балашихи-2, Москвы. В конце Московского проезда также начинается Аллея Победы с установленным на ней памятным знаком (1985 год), идущая вдоль лесного массива на юг, параллельно Восточной улице.
Нумерация домов — от улицы 40 лет Октября. В настоящее время по Московскому проезду числится всего три здания, адресация остальных — по перпендикулярным улицам.

## Здания и сооружения
Нечётная сторона

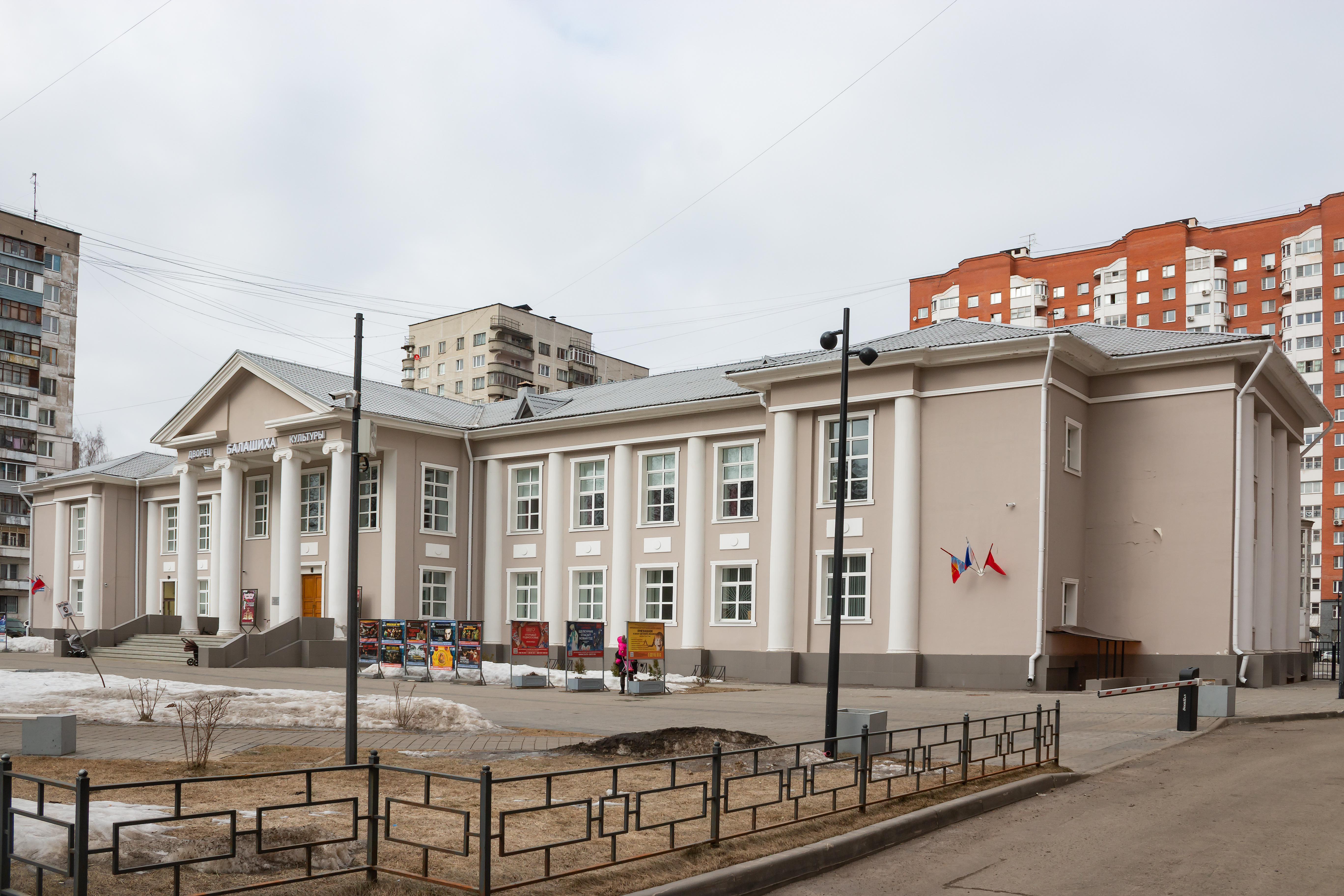
Дворец культуры «Балашиха» бывший ДК «Машиностроитель»

- № 1 — Балашихинский городской суд (2-этаж.; кирпичн.)
- № 3 — жилой дом (2-этаж.; силикат. кирпич)
- № 9 — Дворец культуры «Балашиха» (бывший ДК «Машиностроитель»; построен в 1954; действует[1]).
- № 13 — жилой дом (19-этажный; панельный)

Чётная сторона
Адресация отсутствует.

## Памятники

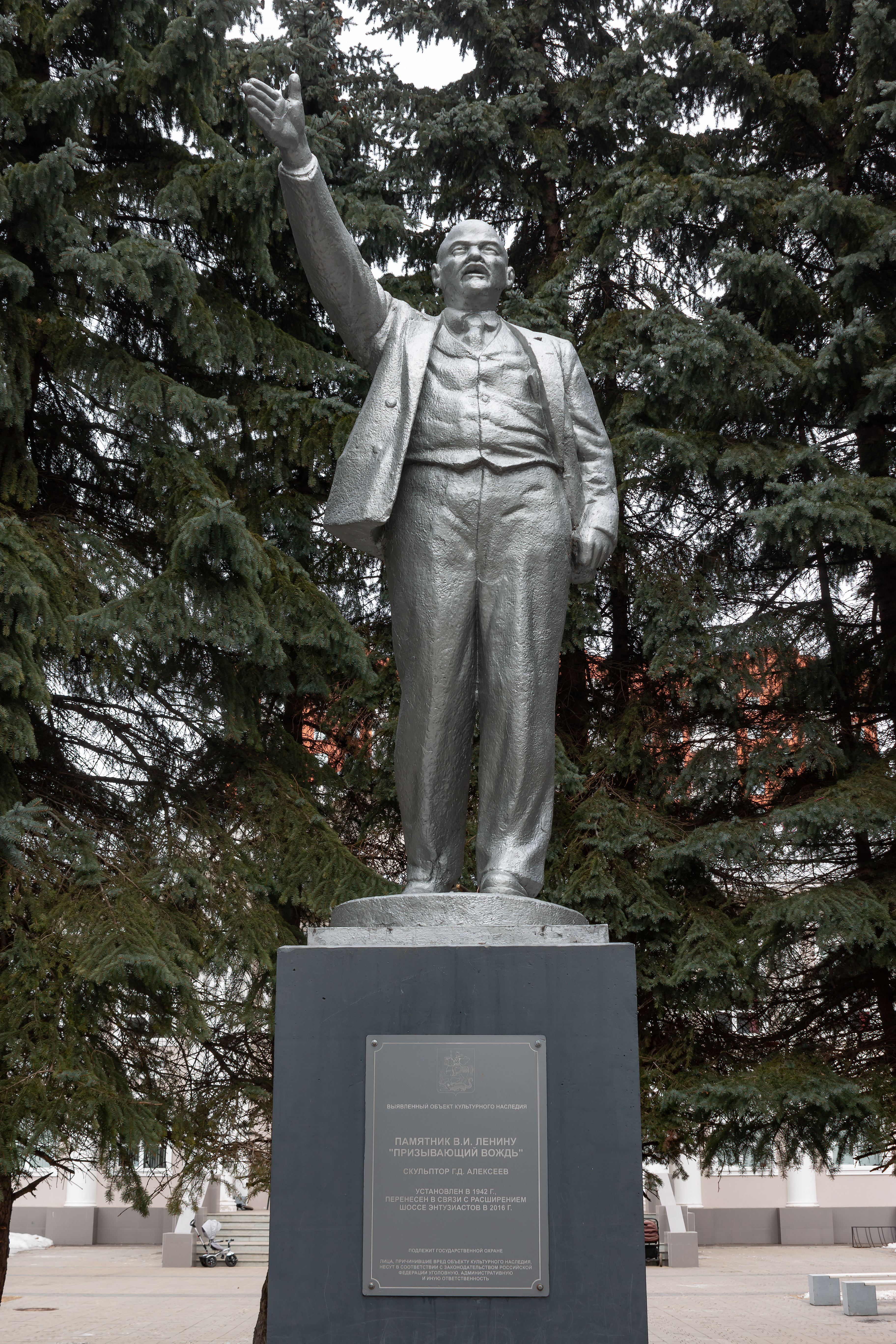
Памятник Ленину "Призывающий вождь" 13.03.2022

Рядом с Дворцом культуры «Балашиха» до 1993 года располагался памятник Ленину.
До настоящего времени остаётся площадка от памятника, окружённая «кремлёвскими» елями. В конце декабря 2015 года в СМИ появилась информация о переносе другого памятника Ленину с места проводимой реконструкции Горьковского шоссе к ДК Балашиха. Это подтвердил глава города Евгений Жирков в своём Инстаграм

## Транспорт
У начала Московского проезда, на улице 40 лет Октября, расположены остановочные пункты «Городской суд» (ранее — «Нарсуд»). Остановка автобусов Мострансавто № 5, 14, 110, 300.

## Интересные факты
Во Дворце культуры «Балашиха» находятся участковые избирательные комиссии и помещения для голосования двух избирательных участков Балашихи — № 33 и № 34.
Избирательный участок № 33
Границы участка: г. Балашиха, улицы: Заводской проезд — дома № 1, 2; Комсомольская — дома № 3, 4, 5, 6, 7, 8, 10, 11, 12, 13, 14, 15, 16, 19, 23, 29; Московский проезд — дом № 3; Октябрьская — дома № 1, 3, 5, 7, 9, 9А, 11; Северный проезд — дома № 1, 2, 3, 7, 9, 13; Чехова — дом № 10. Численность избирателей — 2 779 чел.
Избирательный участок № 34
Границы участка: г. Балашиха, улицы: Восточная — дома № 1, 3, 5, 11, 13; Заводской проезд — дом № 4; Комсомольская — дома № 18, 20, 22, 24, 26, 28; Октябрьская — дома № 2, 4, 6, 8, 10; Пушкинская — дома № 1, 2, 3, 4, 5, 6, 6А, 7, 8, 10, 12, 13, 14, 15, 16, 17; Чехова — дома № 12, 14, 16. Численность избирателей — 2 731 чел.